# Christiane Bailly
Christine Bailly est une styliste française née le 20 juin 1924 à Saint-Rambert-l'Île-Barbe (Lyon) et morte le 13 mai 2000 à Paris 12e.

## Biographie
Elle est de la génération d'Emmanuelle Khanh, de Gérard Pipart et de Michèle Rosier qui ont accompagné l'essor des boutiques de prêt-à-porter dans les années 1960 puis 1970. Elle intègre en 1957 la cabine de mannequins de Balenciaga puis devient mannequin volant pour Révillon, Chanel et Dior. Elle s'occupe du style de diverses maisons : Gattegno, Marie Chasseng qui lui vaudra une première parution dans le Women's Wear Daily. En 1962, Christiane Bailly et Emmanuelle Khanh créent ensemble la marque Emma Christie. Les deux créatrices ont pour assistant un jeune parurier du nom de Paco Rabanne. 
Répondant par le stylisme à la prédominance de la haute couture trop éloignée de la jeunesse, elle privilégie « la liberté des corps » par de nouveaux tissus fluides comme le jersey ou la maille, plus fonctionnels.
Richard Peduzzi l'appela pour enseigner à l'École nationale supérieure des arts décoratifs de 1993 à 1996. Elle avait épousé l'architecte Antoine Stinco.